# Phrynopus ayacucho
Phrynopus ayacucho är en groddjursart som beskrevs av Lehr 2007. Phrynopus ayacucho ingår i släktet Phrynopus och familjen Strabomantidae. IUCN kategoriserar arten globalt som otillräckligt studerad. Inga underarter finns listade i Catalogue of Life.